# Радиси
Радиси (пол. Radysy, нім. Radishöh) — село в Польщі, у гміні Біла Піська Піського повіту Вармінсько-Мазурського воєводства.